# Thanh Hư Hưu Tĩnh (Tây Sơn Đại Sư)

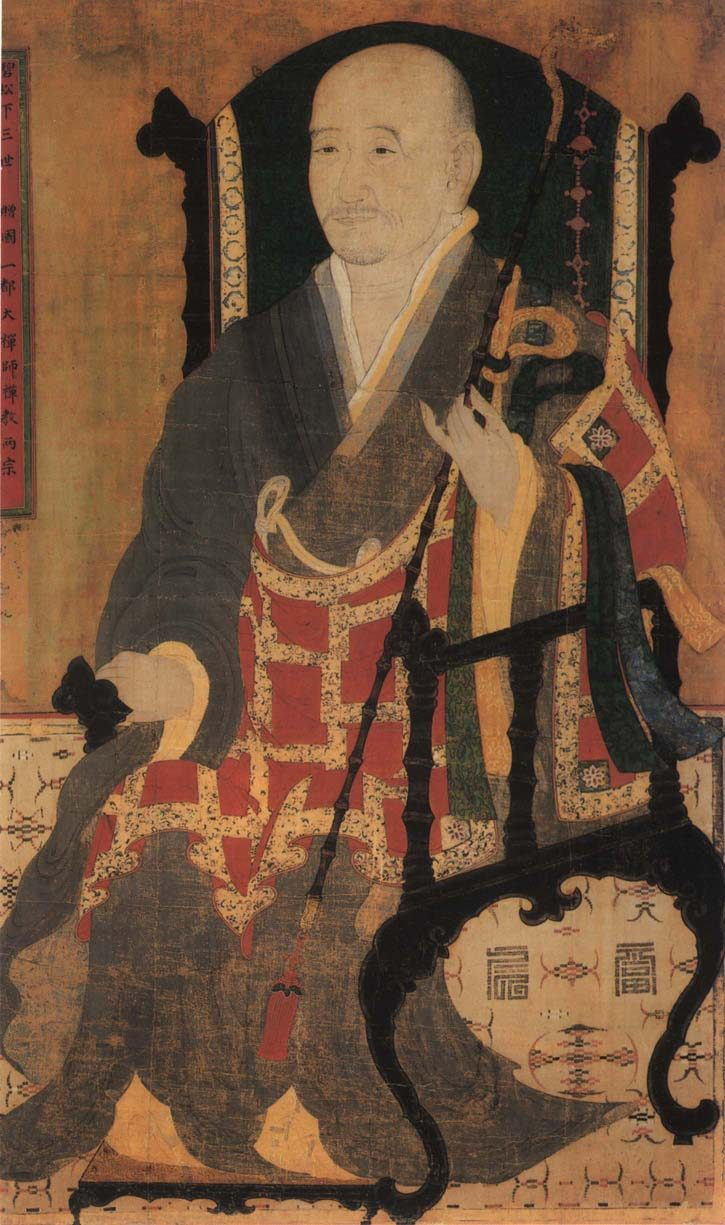
Tây Sơn Đại Sư

Thanh Hư Hưu Tĩnh (ko: 휴정휴정 Cheongheo Hyujeong, zh. 淸虛休靜, 1520-1604), còn có hiệu là Tây Sơn Đại Sư (ko. Seosan Daesa), là Thiền sư danh tiếng nhất Triều Tiên vào giữa cuối thế kỷ XVI đầu thế kỷ XVII, thuộc Thiền phái Tào Khê. Cuộc đời sư nổi bật qua công cuộc truyền bá tư tưởng, triết lý và biên soạn các tác phẩm Thiền Tông.
Ngoài ra, sư cũng nổi danh và được các thế hệ người Hàn Quốc ghi nhớ công ơn qua hoạt động kêu gọi tăng sĩ đứng lên kháng chiến chống quân Nhật Bản vào cuối thế kỷ 16. Bộ môn Taekwon-Do Seo-San được đặt tên sư để vinh danh.

## Tiểu sử
Sư sinh năm 1520 tại Anju, tỉnh Pyeongan-do. Tên lúc nhỏ của sư là Unhak, cha mẹ qua đời khi sư còn nhỏ. Sau đó, sư đi theo một người bạn của cha đến Seoul và bắt đầu sự nghiệp học tập tại Thành Quân Quán(Sungkyunkwan)- học viện giáo dục cao nhất dưới triều đại Joseon.
Vào năm 14 tuổi, sư trở nên xuất chúng với trí thông minh của mình, nhưng sư vẫn cảm thấy thất vọng vì rất khó để có thể dành được một vị trí quan lại trong bộ máy triều đình khi bị trượt kỳ thi chính thức và sự thiếu hụt về nền tảng gia đình vững chắc. Với những cảm giác thất vọng về thực tại của mình, sư cùng một số người bạn quyết định du hành đến những nơi mà họ có thể tìm thấy các vị đại sư Phật giáo với trí huệ sâu sắc nhất.
Tại ngọn núi Jirisan, sư gặp đại sư Sungin trong một am nhỏ gần Tân Hưng Tự(kr: Sinheungsa), người đã có tác động rất lớn đến quyết định sau này của sư. Tại đây, đại sư Sungin đề nghị sư thực hành Phật Pháp và sư đã đặt câu hỏi: "Làm thế nào để tâm phát sinh? Tâm người giác ngộ như thế nào?". Vị đại sư trả lời: "Tâm không phải là một vật và không thể diễn tả nó qua lời nói. Không ngoại hình, màu sắc, kích thước, trọng lượng, tâm thuộc về một thế giới mà không thể biết được thông qua hiểu biết. Do đó, để có thể ngộ được tâm, tự mỗi người phải tu tập và chứng nghiệm nó". Sau đó ngài cũng nói thêm rằng: " Nếu con đọc kỹ và quán chiếu Kinh văn sâu sắc, từng chút một. Con có thể đi vào cánh cửa của tâm".

Vì trước kia đã quen với việc nghiên cứu và đọc các sách Nho Giáo, sư nhanh chóng quen với việc học tập Tam Tạng Kinh Điển, kinh văn Phật giáo và ngộ ra sự vô thường nhân sinh và điều thiết yếu của việc tu tập. Trong khi những người bạn đã quay trở lại Seoul, sư quyết định ở lại đây tu tập và nhận đại sư Sungin làm thầy và tiếp tục nghiên cứu các giáo lý. Sau đó, sư đến tham Thiền với Thiền sư Phù Dung Linh Quán(kr: 부용영관, Bu-Yong Yeong-Gwan,zh: 芙蓉靈觀, 1485–1567/1571)- vị Thiền sư ngộ đạo nhờ chuyên tâm thực hành Tham thoại đầu và từ bỏ việc học tập Kinh điển, giáo lý. Dưới sự hướng dẫn của Thiền sư Phù Dung, sư chuyên tâm tham Thiền trong nhiều năm và có sự phát sinh trí huệ, nhưng vẫn chưa đại ngộ, và vì thế sư càng quyết tâm tu tập hơn. Một đêm nọ, khi đang tọa Thiền, sư nghe tiếng chim cu hót và đại ngộ. Bài kệ ngộ đạo của sư:
Thập niên đoan tọa ủng tâm thành
Quán đắc thâm lâm điểu bất kinh
Tạc dạ tùng đàm phong vũ ác
Ngư sanh nhứt giác, hạc tam thanh.
Dịch:
Ngồi thẳng mười năm dạ chí thành
Rừng sâu chim thú rất thân tình
Đêm qua mưa gió đầm tùng lớn

Ba tiếng hạc kêu, cá mọc sừng.
Sau đó, sư được Thiền sư Phù Dung ấn khả chứng minh và truyền pháp kế vị truyền thừa Thiền phái Tào Khê đời thứ 63 tính từ sơ tổ Ma Ha Ca Diếp, đời thứ 36 tính từ tổ Bồ Đề Đạt Ma và đời thứ 7 tính từ Thiền sư Thái Cổ Phổ Ngu.
Vào năm 32 tuổi, sư bắt đầu giảng dạy và truyền bá Phật Pháp và đứng đầu trong việc kiểm tra các hoạt động tu tập tại các tu viện. Và sau đó trở thành vị lãnh đạo tối cao của Phật giáo Triều Tiên lúc bấy giờ, cả về truyền thống thực hành Thiền Tông (Thiền) và nghiên cứu Kinh Điển(Giáo). Tuy nhiên, sau đó sư từ chức và trở về ngọn núi Kim Cương Sơn(kr: Geumgangsan) và tiếp tục thực hành Thiền định và thu nhận, hướng dẫn tu tập cho các vị Thiền sinh trẻ tuổi cũng như sáng tác các tác phẩm Thiền học.

## Chiến đấu
Năm 1592, sau khi Toyotomi Hideyoshi cai trị và ổn định Nhật Bản trong thời kỳ Sengoku xong, ông ta đã chuẩn bị cho một cuộc xâm lược quy mô lớn vào Triều Tiên dưới triều đại. Joseon. Năm 1592, sau khi yêu cầu của Nhật Bản về viện trợ để Nhật Bản chinh phục nhà Nguyên Trung Quốc bị Joseon từ chối, khoảng 200.000 binh lính Nhật Bản đã tiến vào xâm lược Triều Tiên. Lúc này, Tây Sơn đại sư 72 tuổi đang ẩn cư trên núi Myohyangsan.
Mặc dù dưới triều đại Joseon, Phật giáo Triều Tiên phải đối mặt với sự khinh miệt và bài trừ do chính sách đàn áp Phật Giáo và tôn sùng Nho Giáo do tướng Yi Seonggye ban hành nhằm thu hút sự ủng hộ chính trị của các Nho sĩ để củng cố quyền lực và chống lại các đối thủ chính trị gia Phật giáo khi ông lật đổ Cung Nhượng Vương của triều Cao Ly và lên ngôi Triều Tiên Thái Tổ. Tuy nhiên, Đại sư Tây Sơn vẫn nghĩ về lợi ích quốc gia và nói với các môn đệ rằng mặc dù quốc gia đã từ bỏ Phật Giáo, nhưng Phật giáo không bao giờ từ bỏ quốc gia, vì quốc gia là nơi mà vô số chúng sinh cần được cứu độ thông qua lòng đại từ bi. Ngay cả khi ở độ tuổi 73, sư vẫn đứng lên kêu gọi và chiêu mộ hơn 5000 tăng sĩ yêu nước và chỉ huy, lãnh đạo họ chiến đấu chống quân xâm lược và ghóp phần quan trọng vào những chiến thắng quân sự và cuối cùng đánh bại quân Nhật vào năm 1598.

## Thị tịch
Sau khi lãnh đạo các tăng sĩ chiến đấu chống lại quân xâm lược Nhật Bản thành công, sư đã trao lại nhiệm vụ lãnh đạo này lại cho các đệ tử của mình và quay trở lại núi và chuyên tâm tu hành.
Vào tháng 1 năm 1604, với tuyết phủ xung quanh am Wonjeogam, sư thuyết pháp lần cuối cho các môn đệ về công án "Tâm" mà mình đã trọn đời tu tập. Và trao bức chân dung của mình cho các môn đệ và viết những lời cuối cùng: "80 năm trước, thứ đó chính là tôi. 80 năm sau, và bây giờ tôi không còn là thứ đó". Rồi ngồi kiết già trong tư thế hoa sen và nhập Niết-bàn. Hưởng thọ 84 tuổi, hạ lạp 67 năm. Sư để lại nhiều tác phẩm Thiền học quý báu, trong đó tác phẩm Thiền Gia Quy Giám đã được dịch ra nhiều thứ tiếng, trong đó có bản tiếng Việt.
Sư đã đào tạo hơn 1000 môn đệ và trong số đó có hơn 70 nhân vật xuất chúng. Trong số những vị này, 4 môn đệ xuất sắc nhất là: Samyeong Yujeong (1544 -1610), Pyeonyang Eongi (1581 -1644), Soyo Taeneung (1562 -1649), và Jeonggwan Ilseon (1533 -1608).